# Merscheid (Putscheid)
Pour l’article homonyme, voir Merscheid (Esch-sur-Sûre).
Merscheid (luxembourgeois : Mierschent) est une section de la commune luxembourgeoise de Putscheid située dans le canton de Vianden.